# 政府专车
政府专车是一国政府以国家名义运送其国家元首或政府首脑的车辆，有时也用于运送其他政府官员或来访的他国要员。有些国家（例如美国、俄罗斯、英国、中國）也将其政府专车用于出访他国，元首专车有时也充当这一国家及其元首的象征。选择政府专车的部分标准包括充分的安全性、能力和威严，政府专车通常使用豪華汽車、加长轿车或行政车。
由于乘客的特殊身份具有高风险性，这些车辆通常增加了高度的安保措施。 车辆会在出厂前或出厂后进行防弹改装（本条目中「防弹车」一词指改装过的民用车辆，有别于军用的装甲车）。当使用该车运送重要乘客时，一般会有警察或军人组成车队在周围警戒。 政府专车的司机可能也来自执法机关或军方：美国总统专车司机是一位经验丰富的特勤局职员, 俄罗斯总统的专车驾驶员是一名联邦警卫局的高级职员，英国首相的司机来自伦敦警察厅要员保护组， 加拿大总理的司机由加拿大皇家骑警培训，韩国总统专车由一名经验丰富的大統領警護室职员驾驶.
举办国事访问和国际会议时，主办国通常会提供车辆和安保人员。 但是，也有部分国家会将其政府专车运至会场使用。
在某些时候政府专车会悬挂常规车牌；但是也有时候政府专车会使用特殊牌照或者不悬挂牌照。

## 采购
在拥有本土汽车制造商的国家，政府通常委托其中一家生产专车，或让多家厂商生产车辆组成专车队。 获选生产专车对于汽车制造商来说是一种荣誉，也象征着一国政府对于自身工业实力的自信。 例如，获联邦政府委托生产美国总统正在使用的加装了机密的特殊安全设施的凯迪拉克轿车的通用汽车， 生产林肯汽车￼的福特汽车和曾经生产过总统用车的克莱斯勒是美国三家主要的汽车制造商。 苏联领导人曾使用ZiL公司生产的定制豪华轿车。尽管苏联解体导致ZiL公司受到大挫，使得俄罗斯总统现已转而使用梅赛德斯-奔驰S级，弗拉基米尔·普京 已委托中央汽车与动力研究院生产新的总统专车，该车已经于2018年初交付。 在2018年韩国政府选用了一辆大幅修改的现代NexoSUV作为韩国的总统专车。日本天皇乘坐丰田世纪轿车；意大利总理乘坐玛莎拉蒂；马来西亚总理乘坐Proton Perdana、捷克共和国总统乘坐斯柯达Superb；英国国王或女王乘坐宾利，英国王室成员的座车为捷豹，但是在其他英联邦领土上可能使用其他车型；法国总统可以选择雷诺或标致雪铁龙生产的车辆；而德国所有主要汽车制造商（梅赛德斯-奔驰，宝马和大众集团）均可为该国政府官员提供车辆。
对于没有本土汽车制造商的国家，它们可以向有密切的经济和外交联系的国家购买一辆合适的元首专车。 例如，由于加拿大与美国和美国汽车制造商具有深远的历史关系，该国的专车全部由美国的通用、福特和克莱斯勒三家公司制造，其中有许多是在加拿大的工厂生产。

## 各国政府专车情况
下面列出了一些国家和地区的元首专车及使用者；由于元首和所用车辆会发生变化，这个列表列举的資訊有时可能需要更新。

### 阿富汗
原阿富汗总统车队由一批防弹的豐田陸地巡洋艦构成，这些车辆没有车牌。

### 阿根廷
阿根廷总统车队包括1辆賓士V Class防弹车和其他护卫车辆（包括2辆丰田福运和一些丰田花冠）。根据出访地区的不同，总统还会使用其他品牌的防弹车出访（例如丰田福运）。

### 亚美尼亚
亚美尼亚总统现在的专车为奥迪A8，护卫车辆为黑色賓士GLS越野车。

### 澳大利亚

#### 总督和州长

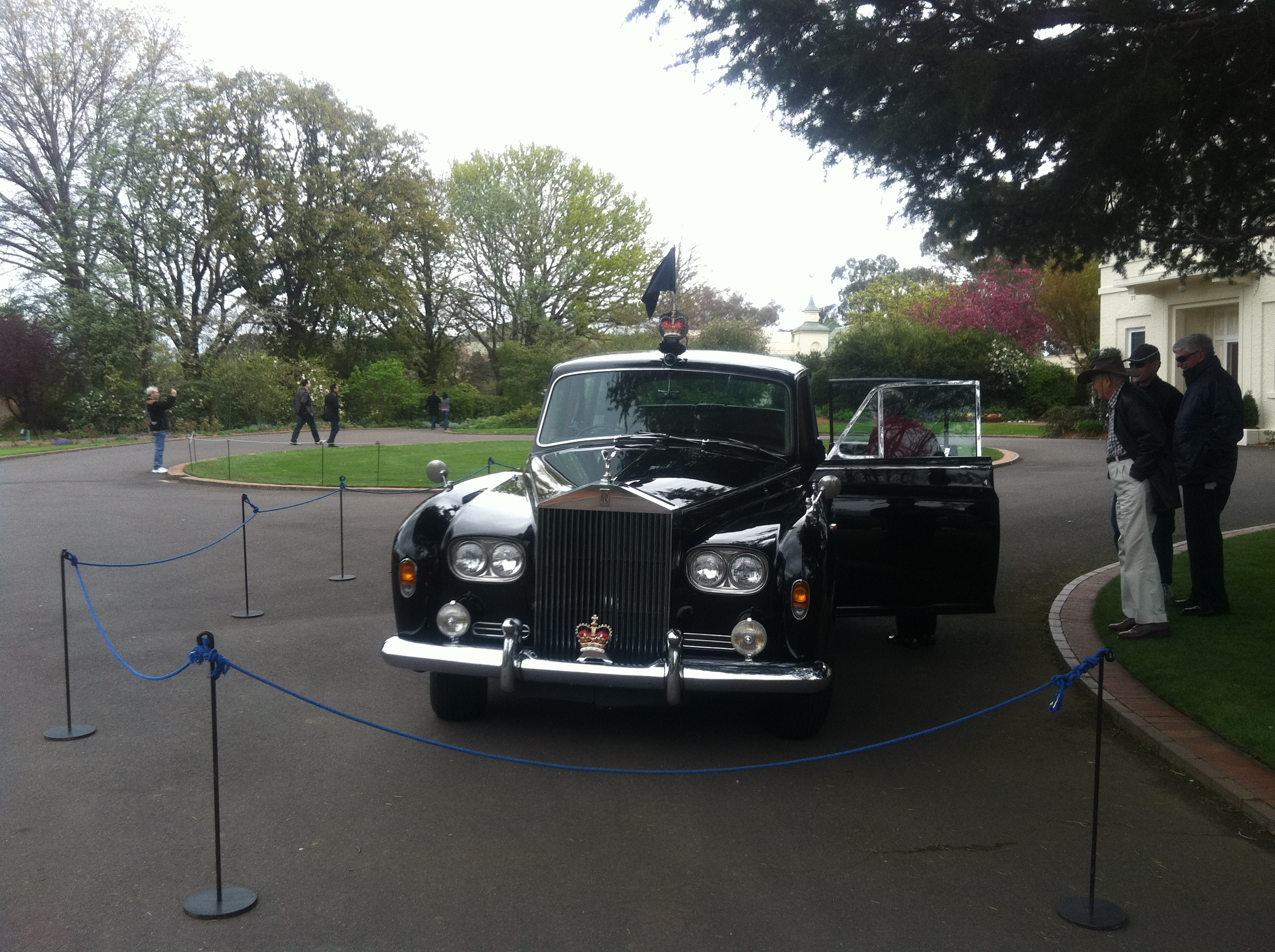
用作澳大利亚总督正式用车的劳斯莱斯幻影VI型

澳大利亚总督乘坐劳斯莱斯Phantom VI轿车参加国会开幕大典等典礼。 但是当参加公务时，他更多使用一辆白色防弹BMW 7系轿车。澳大利亚总督的公务车悬挂澳大利亚总督旗，并悬挂带有圣爱德华王冠图案的车牌。
澳大利亚六个州的州长也采用了类似的安排。当女王前往澳大利亚时，其车辆上悬挂澳大利亚女王旗。在英国女王伊丽莎白二世（Queen Elizabeth II）2011年访问澳大利亚期间，女王和丈夫菲利普亲王乘坐Range Rover时尚（ Range Rover Vogue）。

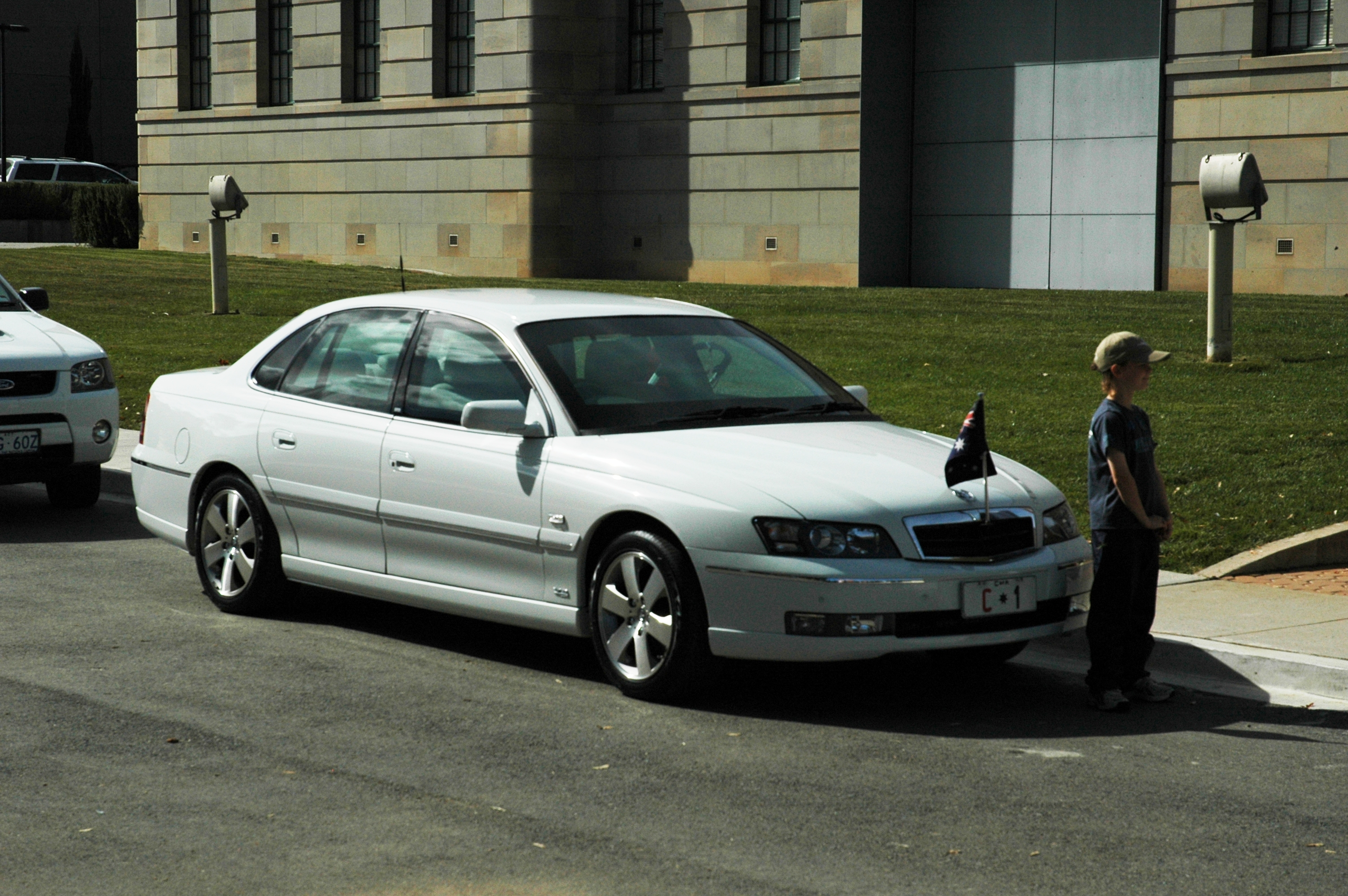
澳大利亚总理专车带有C1号车牌。

#### 总理
澳大利亚总理的专车是一辆白色防弹BMW 7系，并由防弹BMW X5护卫。在2013年之前，总理车队的车辆为白色福特领地和霍顿Caprice车型。 总理车辆也由州和联邦当局的警车护送。总理的汽车带有车牌“ C1”（意为“联邦1号”）和一面悬挂于车辆中央的澳大利亚国旗。 总理车队归属于澳大利亚财政部下属的COMCAR部门。 
2013年，BMW中标为澳大利亚提供一队7系高安全性车辆，以替换已经老化的运送澳大利亚总理的霍顿·卡普莱斯车队。现成的替换产品具有更好的保护功能和更出色的性价比。  BAE和通用汽车-霍顿联合体也参与了这次竞标。 

### 奥地利
奥地利政府的高级官员使用奥迪A8 ，BMW 7系列和賓士S-Class车型。

### 亞塞拜然
亞塞拜然总统伊利哈姆·阿利耶夫乘坐防弹迈巴赫62豪华轿车出行。 有时他会使用定制的賓士W221 S600后卫铂尔曼重型防弹车。

### 孟加拉国
孟加拉国总理乘坐配有武器的BMW 7系列和賓士G系列防弹SUV。以前他则使用日产 Armada SUV。

### 中华人民共和国

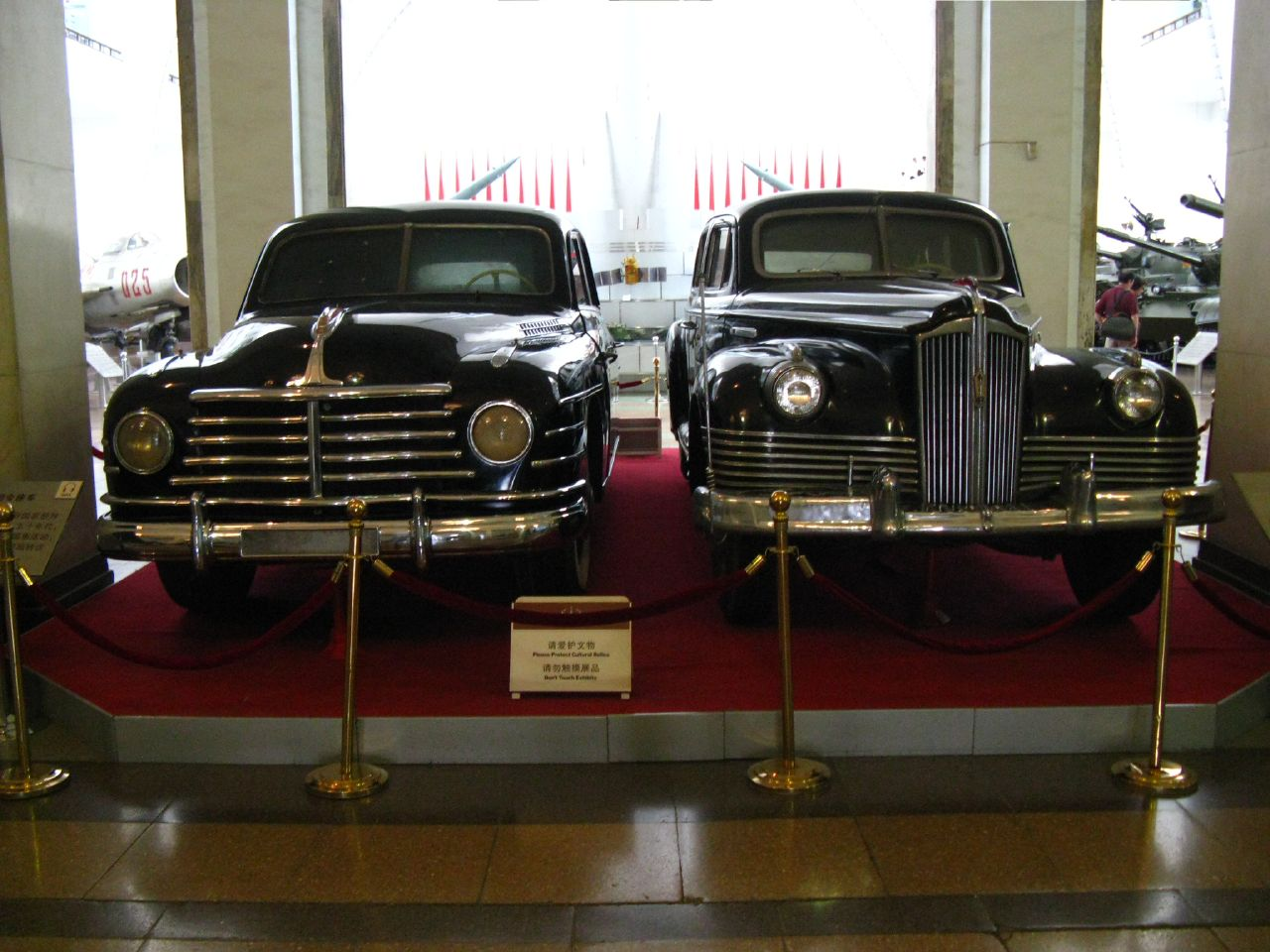
保存在军事博物馆的两辆专车。左侧的ŠkodaVOS为朱德专车，而右侧的ZIS-110为毛泽东专车。

在红旗轿车投产之前，中国国家领导人曾使用过各种外国豪华轿车，其中以苏联轿车为主。例如，在红旗CA770轿车投产之前，中国共产党中央委员会主席毛泽东和国务院总理周恩来使用过苏联领导人斯大林赠送的吉斯-115防弹车和嘎斯-12“吉姆”；而毛泽东夫人江青使用过苏联领导人赫鲁晓夫赠送的嘎斯-13“海鸥”；副总理兼外交部长陈毅则使用过賓士600和嘎斯-21“伏尔加”。自二十世纪六十年代以来，除毛泽东因个人习惯一直使用吉斯-115外，其他中国领导人传统上一直使用红旗牌豪华轿车参加官方活动。在新的红旗HQE（官方名称L9）投产之前，中国国家领导人使用特别型号的CA770豪华轿车在国庆节检阅部队。在2009年国庆节，中央军委主席胡锦涛乘坐了红旗HQE豪华轿车检阅部队。 HQE使用中国自主设计的铝制V12发动机（型号为CA12VG）提供动力，排量为6.0 升，在转速为5600rpm下功率为370 千瓦（470匹马力），在4400rpm转速下扭矩为550 牛顿米（405磅英尺）。该款车型是防弹的，并且完全由手工制造，配有漏气保用轮胎。
在90年代初，中国国家领导人在短途出行时开始改用小巴（例如丰田考斯特或红旗CA630）。

中国国家领导人访问国外时，通常会乘坐由东道国提供的车辆。但是这一传统已经于2014年11月中共中央总书记习近平乘坐国产的红旗L5豪华轿车对紐西蘭进行国事访问起发生了变化。  国务院总理李克强出访时则继续使用由东道国提供的汽车。

#### 香港

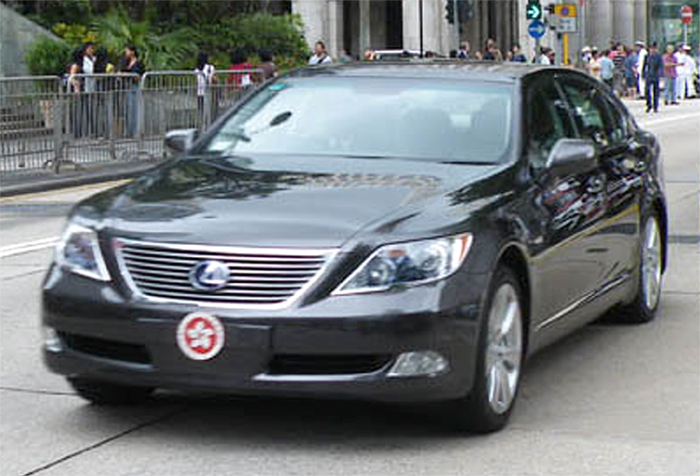
香港行政长官乘坐的凌志LS 600h L。车牌处悬挂香港区徽。

香港是中华人民共和国的特别行政区，香港行政长官的专车仅悬挂有区徽。这是继承自港英政府时期香港總督的做法。在当时，港督作为英国君主的代表，包括汽车上必须安装车牌在内的香港法律对其并不适用。因此，其专车首尾只需悬挂皇冠标志即可代替车牌。前任行政长官林鄭月娥通常乘坐凌志LS600hL混动轿车。有时，行政长官也会使用賓士S-Class 。
包括政务司司长、終審法院首席法官和警务处处长在内的政府高级官员均乘坐大众辉腾。立法会主席则驾驶凌志GS450h，车牌为“ LC1”。
在1997年之前香港總督使用劳斯莱斯幻影V轿车出席典礼，平时则使用戴姆勒DS420豪华轿车。 1997年7月1日香港主權移交后，皇家海军立即将两者运离香港。这辆幻影V悬挂圣爱德华皇冠而非前车牌。

### 中華民國（臺灣）
在过去中国国民党执政时期，临时大总统孙中山乘坐福特T型车，其继任者蒋介石在大陆执政时使用防弹的帕卡德豪华轿车，国府迁台后则改用凯迪拉克75。
中華民國現任總統賴清德的專車是BMW 760i xDrive Protection M Sport。